# Lista de parques estaduais de Nevada

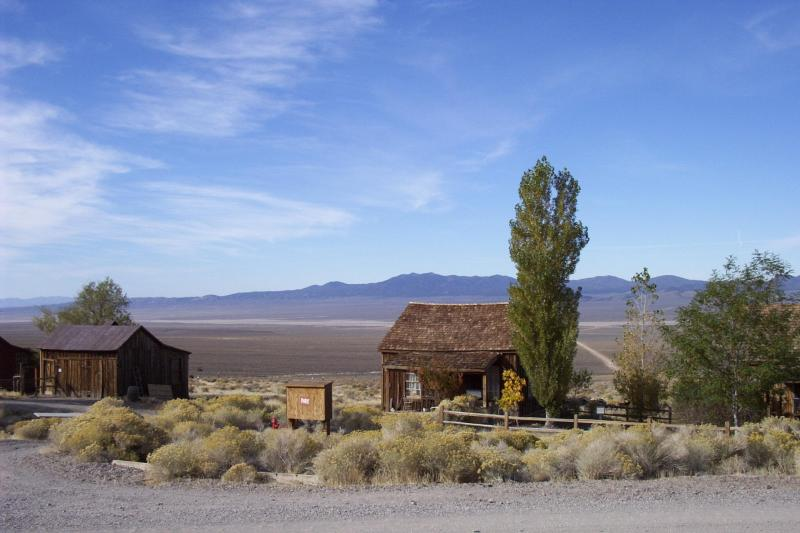
Parque Estadual Berlin-Ichthyosaur, Nevada

Lista de parques estaduais de Nevada, Estados Unidos.
- Beaver Dam State Park
- Belmont Courthouse State Historic Park
- Berlin-Ichthyosaur State Park
- Big Bend State Recreation Area
- Cathedral Gorge State Park
- Cave Lake State Park
- Dayton State Park
- Echo Canyon State Park
- Floyd Lamb State Park renomeado em 2007 para Floyd Lamb Park at Tule Springs
- Fort Churchill State Historic Park
- Kershaw-Ryan State Park
- Lahontan State Recreation Area
- Lake Tahoe-Nevada State Park
- Mormon Station State Historic Park
- Old Las Vegas Mormon State Historic Park
- Rye Patch State Recreation Area
- South Fork State Recreation Area
- Spring Mountain Ranch State Park
- Spring Valley State Park
- Valley of Fire State Park
- Walker Lake State Recreation Area
- Ward Charcoal Ovens State Historic Park
- Washoe Lake State Park
- Wild Horse State Recreation Area